# Atletica leggera ai Giochi della XXII Olimpiade - 800 metri piani femminili

Video della Finale

Gli 800 metri piani hanno fatto parte del programma femminile di atletica leggera ai Giochi della XXII Olimpiade. La competizione si è svolta nei giorni 24-27 luglio 1980 allo Stadio Lenin di Mosca.

## Presenze ed assenze delle campionesse in carica
| Competizione         | Atleta               | Prestazione | Mosca 1980    |
| -------------------- | -------------------- | ----------- | ------------- |
| Olimpiadi 1976       | Tat'jana Kazankina   | 1'54”94     | Solo 1500     |
| Commonwealth 1978    | Judy Peckham         | 2'02”82     | Assente       |
| Europei 1978         | Tatjana Providochina | 1'55”8      | Presente      |
| Africani 1978        | Tekla Chemabwai      | 2'04”84     | Kenya assente |
| Panamericani 1979    | Essie Kelley         | 2'01”20     | USA assenti   |
| Coppa del mondo 1979 | Nikolina Shtereva    | 2'00”52     | Presente      |

1. ↑  Per il boicottaggio.
2. ↑  Per il boicottaggio.
3. ↑  Sotto la bandiera della Bulgaria.

Il 12 giugno 1980 la sovietica Nadežda Olizarenko ha stabilito il nuovo record mondiale con 1'54"85.

## La gara
Nadežda Olizarenko si presenta con i favori del pronostico come primatista mondiale. In più corre in casa.

Tutte le sovietiche si mostrano in gran forma: in batteria Tat'jana Providokhina ferma i cronometri su 1'58”44, tempo che viene abbassato dalla connazionale Olga Minejeva nella prima semifinale (1'57”50), quasi imitata dalla Olizarenko nella seconda (1'57”69).

Dopo i primi cento metri di finale, appena le atlete rientrano dal décalage la Olizarenko si mette davanti tirando il gruppo ad una folle velocità: 27”2 ai 200 metri. Le sovietiche le stanno dietro sperando in un suo passo falso. Invece tiene e sul rettilineo d'arrivo accelera ancora staccando le connazionali. Vince con un distacco di 10 metri stabilendo il nuovo record del mondo. È una prestazione impressionante: il precedente primato, che risaliva ad appena un mese e mezzo prima, era 1'54"85. Il miglioramento è stato quindi di 1"4 secondi.

Anche la seconda classificata, Olga Minejeva, batte il precedente record mondiale.

Le prime sei concorrenti migliorano tutte il proprio record personale.

## Risultati

### Turni eliminatori
| 4 Batterie   | 24 luglio | 29 partenti   | Si qualificano le prime 3 + i 4 migliori tempi. |
| 2 Semifinali | 25 luglio | 8 + 8         | Si qualificano le prime 3 + i 2 migliori tempi. |
| Finale       | 27 luglio | 8 concorrenti |                                                 |

### Finale
Stadio Lenin, domenica 27 luglio.
| Pos | Paese            | Atleta               | Tempo   |
| --- | ---------------- | -------------------- | ------- |
|     | Unione Sovietica | Nadežda Olizarenko   | 1'53”42 |
|     | Unione Sovietica | Olga Minejeva        | 1'54”81 |
|     | Unione Sovietica | Tatjana Providochina | 1'55”46 |